# Anthopleura inconspicua
Anthopleura inconspicua is een zeeanemonensoort uit de familie Actiniidae.
Anthopleura inconspicua is voor het eerst wetenschappelijk beschreven door Hutton in 1878.